# Isabella I. (Kastilien)

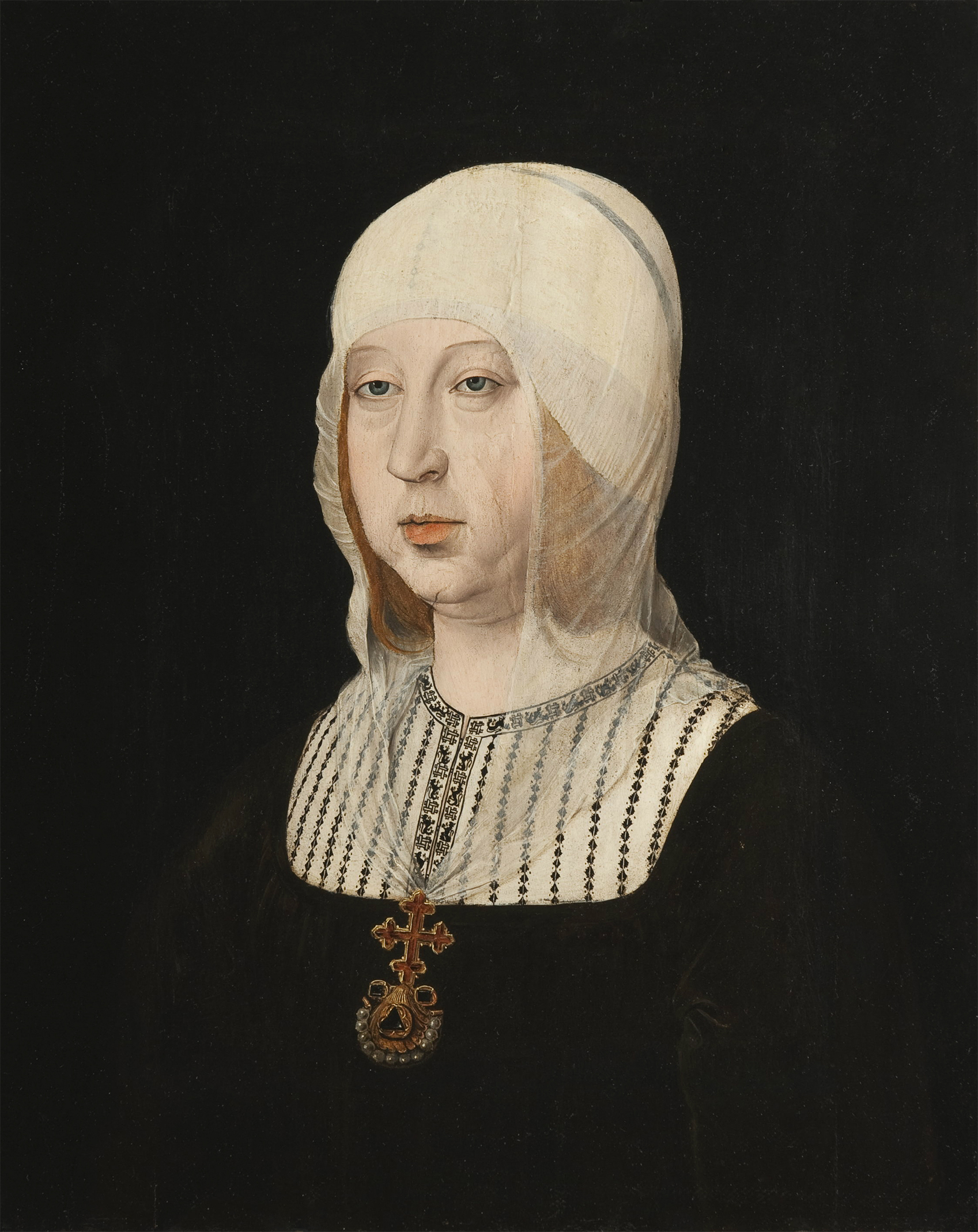
Juan de Flandes, Königin Isabella I. von Kastilien, Gemälde aus dem frühen 16. Jahrhundert, Palacio Real, Madrid

Unterschrift von Isabella I. von Kastilien

Isabella I. von Kastilien (spanisch Isabel I de Castilla; * 22. April 1451 in Madrigal de las Altas Torres; † 26. November 1504 in Medina del Campo; genannt auch Isabella die Katholische, span. Isabel la Católica) war Königin von Kastilien und León von 1474 bis 1504 und von 1479 bis 1504 als Gattin Ferdinands II. auch Königin von Aragón.

## Leben
Isabella war die Tochter (Infantin) des Königs Johann II. von Kastilien und León und dessen zweiter Gemahlin Isabella von Portugal.

### Jugend, Charakter und Ausbildung

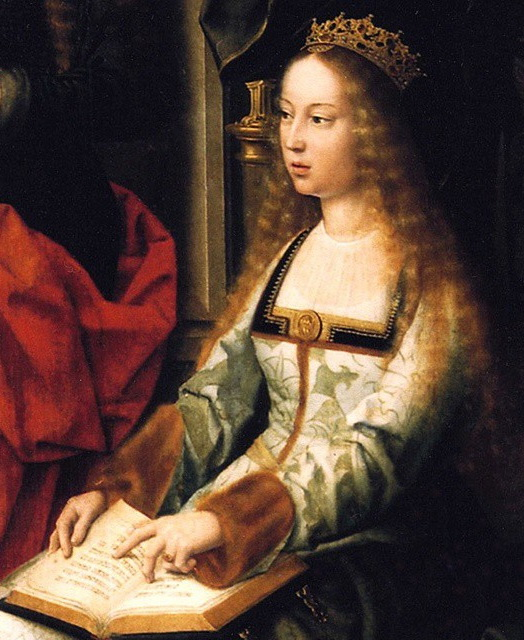
Ausschnitt aus dem Altarretabel der Kirche Colegiata de Santa María in Toro (Spanien). Abgebildet ist vielleicht Isabella von Kastilien, vielleicht aber auch die heilige Katharina von Alexandrien

Isabella war von stämmiger Statur, mit rotblonden Haaren und schräg geschnittenen grünen Augen. Sie genoss eine ausgezeichnete Ausbildung im Kloster Santa Ana in Ávila, wobei auch auf körperliche Schulung Wert gelegt wurde, sodass die Prinzessin eine ausgezeichnete Reiterin war. Sie war im Kloster zu einer selbstsicheren jungen Frau erzogen worden.
Gleich nach dem Tode des Vaters 1454 war sie samt ihrem jüngeren Bruder Alfonso und ihrer Mutter Isabella von Portugal vom Hof vertrieben worden, was die übersensible Mutter in tiefe Melancholie stürzte. Sie vergrub sich in ihr eigenes Unglück, statt sich um ihre Kinder zu kümmern. Da das Volk mit König Heinrich IV., ihrem Halbbruder aus der ersten Ehe Johanns II. mit Marie von Aragón, unzufrieden war, kam es zu Unruhen, in deren Verlauf ihr Bruder Alfons zum König proklamiert wurde. Alfons starb im Jahr 1468.
Schon als junge Frau wollte ihr Halbbruder Heinrich IV. sie verehelichen – zuerst wurde sie dem gut dreißig Jahre älteren Karl von Viana, dem Prinzen von Navarra, versprochen, welcher jedoch plötzlich starb. Gegen den nächsten Ehekandidaten Alfonso von Portugal konnte sie sich erfolgreich wehren, nicht jedoch gegen den darauf folgenden Heiratskandidaten, Pedro Girón, den Bruder des Großmeisters von Calatrava; jedoch starb auch dieser Verlobte noch vor der Hochzeit an Diphtherie. Nun wollte Heinrich IV. seine Schwester mit Charles de Valois, dem Herzog von Berry und Bruder von König Ludwig XI., verheiraten. Die inzwischen Erwachsene wollte sich jedoch ihren zukünftigen Ehemann selber aussuchen und wählte Ferdinand, den zukünftigen König von Aragón, der ihren Vorstellungen eines zielstrebigen, tapferen und klugen Ehemannes entsprach. Sie war so emanzipiert, dass sie über ihren Berater, den jüdischen Finanzier Abraham Senior, in Kontakt zu Ferdinand trat und ihm, der mit seinen siebzehn Jahren bereits mit einer Mätresse zwei Kinder hatte, einen Antrag machte. Dieser nahm an. Da eine offizielle Werbung wegen des Halbbruders nicht möglich war, verkleidete sich Ferdinand als Eseltreiber und reiste so mit nur einigen wenigen Begleitern zu ihr nach Valladolid, wohin sie vor ihrem Halbbruder geflohen war. Isabella vermählte sich am 19. Oktober 1469 mit Ferdinand.

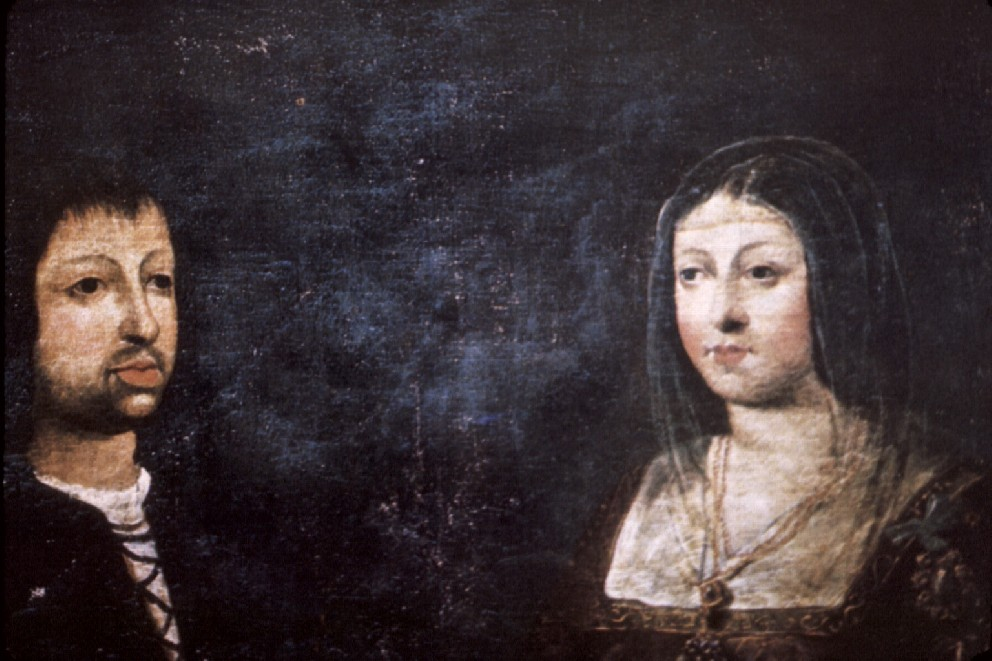
Hochzeitsbild von Ferdinand und Isabella, 1469

### Königin von Kastilien
Nach dem Tod ihres Bruders Heinrich IV. bestieg Isabella 1474 mit ihrem Gatten den kastilischen Thron. Zwar erhob Johanna La Beltraneja, die für illegitim erklärte Tochter Heinrichs, Anspruch auf die kastilische Krone und wurde von einem Teil des Adels und von Portugal unterstützt, aber Isabella besiegte diese Gegner, und die Schlacht von Toro am 17. März 1476 sicherte ihre Krone.

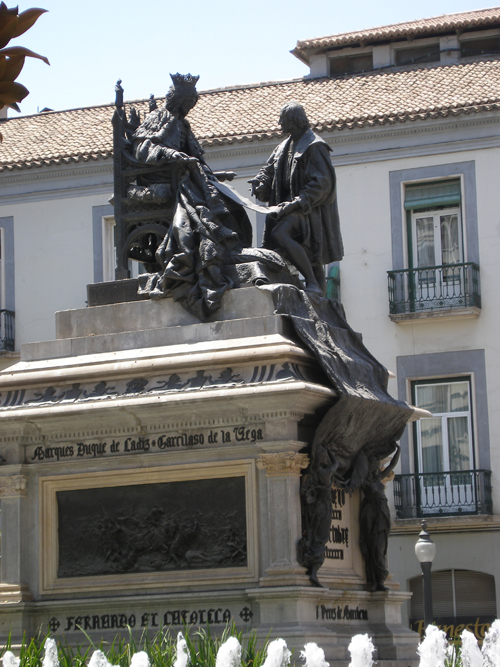
Denkmal in Granada: Kolumbus erläutert der Königin Isabella I. seine Reisepläne

Isabella und Ferdinand regierten ihre Reiche Aragón und Kastilien ab 1479 gemeinsam, obwohl Isabella die alleinige „Besitzerin“ der Krone von Kastilien blieb; so entstand die Grundlage für ein gesamtspanisches Königreich. Ihrer Verwendung verdankte Christoph Kolumbus 1486 die Unterstützung für sein Unternehmen, das die Entdeckung Amerikas 1492 unter spanisch-kastilischer Flagge zur Folge hatte. Dies schuf die Grundlage für das spätere spanische Kolonialreich.
Auf Basis der 1478 von Papst Sixtus IV. erlassenen päpstlichen Bulle Exigit sincerae devotionis führten Isabella und Ferdinand die Inquisition in ihrem Reich ein. 1488 schufen sie den Consejo de la Suprema y General Inquisición. Überwiegend richtete sich die Inquisition gegen zum Christentum konvertierte Juden, die sogenannten Marranen, die verdächtigt wurden, insgeheim noch ihrem früheren Glauben anzuhängen. Mehr als die Hälfte, in Guadalupe etwa mehr als drei Viertel, aller so Angeklagten wurden zum Tode verurteilt und hingerichtet. Die Eroberung des Emirats von Granada im Januar 1492 bildete den Endpunkt der „Reconquista“ und damit der rund 700 Jahre dauernden Präsenz der Mauren in weiten Teilen der iberischen Halbinsel. In der Folge gingen Ferdinand und Isabella mit großer Brutalität gegen Juden und Muslime vor. Mit dem Alhambra-Edikt vom 31. März 1492 wurden alle Juden im Herrschaftsgebiet von Isabella und Ferdinand (Sephardim) gezwungen, entweder zum Christentum überzutreten oder das Land zu verlassen, was einen weiteren wirtschaftlichen und künstlerischen Aderlass bedeutete. Papst Alexander VI. verlieh dem Ehepaar 1494 den Titel der reyes católicos (Katholische Könige).
1502 folgte die Ausweisung der noch verbliebenen Muslime. 

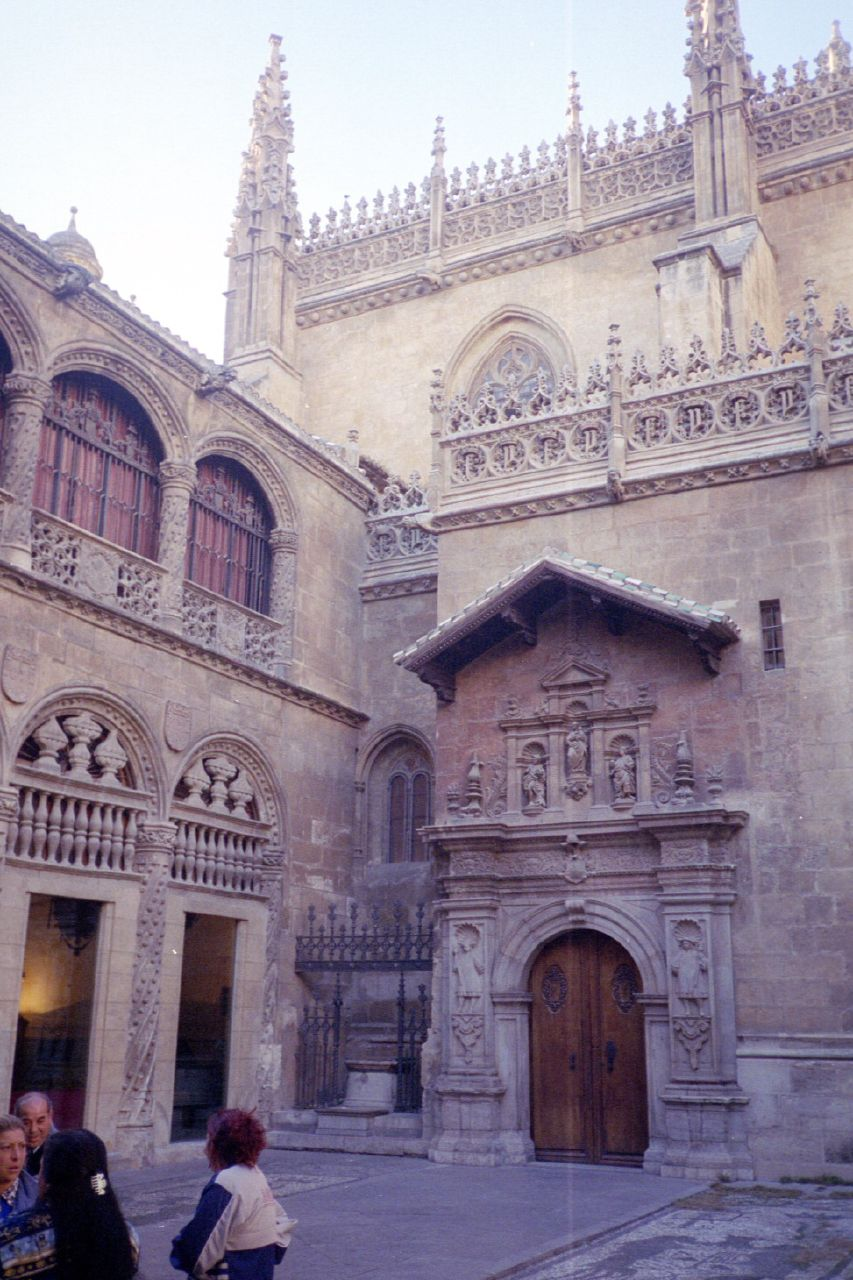
Capilla Real in Granada

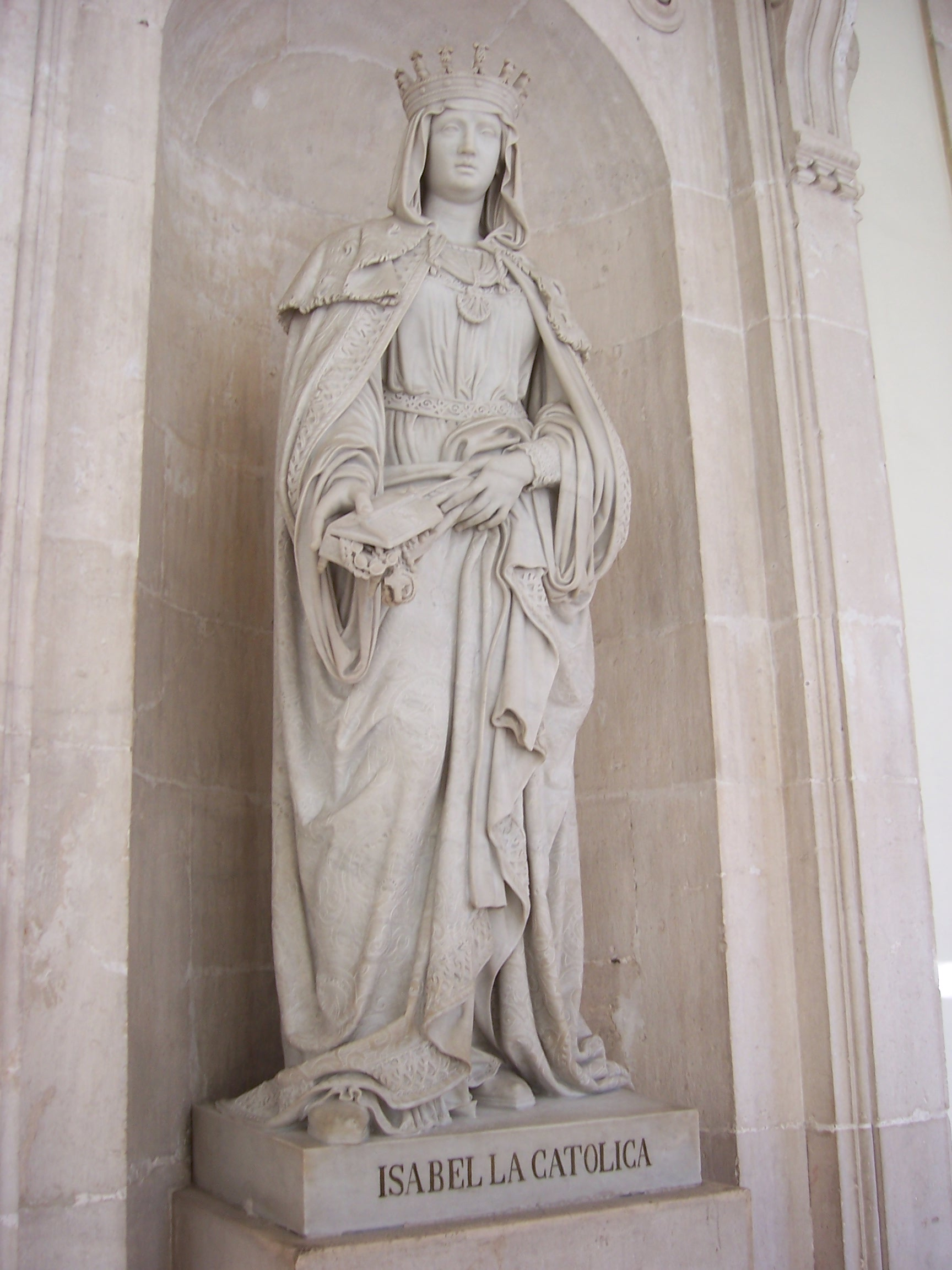
Isabella I. (spanischer Königspalast, Madrid)

Isabella und Ferdinand führten die Santa Hermandad (Heilige Bruderschaft) ein, ein landesweites Polizei- und Justizsystem, das die bisher üblichen lokalen hermandades ablöste und die Rechte der lokalen Aristokratie einschränkte.
Isabella starb am 26. November 1504 in Medina del Campo. Ihre sterblichen Überreste befinden sich in der Krypta der Capilla Real (Königliche Kapelle) in Granada, Andalusien. Die Grabinschrift lautet:

“Mohameticae sectae prostratores et heretice pervicacie extinctores Ferdinandus Aragonorum et Helisabetha Castelle vir et uxor unanimes Catolice appellati marmoreo clauduntur hoc tumulo.”

„Die Vernichter der Mohammedanischen Sekte und Auslöscher der ketzerischen Falschheit, Ferdinand von Aragón und Isabella von Kastilien Gemahl und Gemahlin, allerseits die Katholischen geheißen, umschließt dieses marmorne Grab.“

Ihre Tochter Johanna übernahm 1504 gemeinsam mit ihrem Gatten Philipp dem Schönen von Habsburg die Herrschaft in Kastilien.

## Wappen

Königliches Wappen von Isabella I. (1474–1492)
Königliches Wappen von Isabella I. (1492–1504)

## Nachkommen
Mit Ferdinand II. hatte sie zehn Kinder, von denen fünf tot geboren wurden oder kurz nach der Geburt starben. Die überlebenden Kinder sind:
- Isabella (* 2. Oktober 1470; † 23. August 1498)

1. ⚭ Infant Alfons von Portugal (* 18. Mai 1475;  † 13. Juli 1491)
2. ⚭ König Manuel I. von Portugal (* 31. Mai 1469; † 13. Dezember 1521), der nach ihrem Tod ihre Schwester Maria heiratete

- Johann (* 28. Juni 1478; † 4. Oktober 1497) ⚭ Margarete von Österreich (* 10. Januar 1480; † 1. Dezember 1530), jüngere Schwester von Philipp dem Schönen
- Johanna, genannt die Wahnsinnige, Königin von Kastilien, (* 6. November 1479; † 13. April 1555) ⚭ Philipp I., genannt der Schöne, König von Kastilien, Sohn des späteren Kaisers Maximilian I.
- Maria (* 29. Juni 1482; † 7. März 1517) ⚭ König Manuel I. von Portugal (1469–1521), Witwer ihrer Schwester Isabella
- Katharina (* 16. Dezember 1485; † 7. Januar 1536)

1. ⚭ Arthur Tudor, Fürst von Wales,
2. ⚭ König Heinrich VIII. von England, nach dem Tode des Bruders Arthur Tudor

## Ahnentafel
| Ahnentafel Isabella I. von Kastilien  | Ahnentafel Isabella I. von Kastilien                                                   | Ahnentafel Isabella I. von Kastilien                                                   | Ahnentafel Isabella I. von Kastilien                                                       | Ahnentafel Isabella I. von Kastilien                                                       | Ahnentafel Isabella I. von Kastilien                                              | Ahnentafel Isabella I. von Kastilien                                                       | Ahnentafel Isabella I. von Kastilien                                              | Ahnentafel Isabella I. von Kastilien                                              |
| ------------------------------------- | -------------------------------------------------------------------------------------- | -------------------------------------------------------------------------------------- | ------------------------------------------------------------------------------------------ | ------------------------------------------------------------------------------------------ | --------------------------------------------------------------------------------- | ------------------------------------------------------------------------------------------ | --------------------------------------------------------------------------------- | --------------------------------------------------------------------------------- |
| Ururgroßeltern                        | Herzog Heinrich II. (Kastilien) (1334–1379) ⚭ Juana von Villena                        | König Peter IV. (Aragón) (1319–1387) ⚭ 1349 Eleonore von Sizilien (1325–1375)          | König Eduard III. (England) (1312–1377) ⚭ 1328 Philippa von Hennegau (1311–1369)           | König Peter I. (Kastilien) (1334–1369) ⚭ 1353 María de Padilla (1334–1361)                 | König Peter I. (Portugal) (1320–1367) ⚭ Teresa Lourenço (1330–??)                 | John of Gaunt, 1. Duke of Lancaster (1340–1399) ⚭ 1359 Blanche of Lancaster (1341/45–1368) | König Johann I. (Portugal) (1357–1433) ⚭ Inês Pires                               | Nuno Álvares Pereira (1360–1431) ⚭ Leonor de Alvim                                |
| Urgroßeltern                          | König Johann I. (Kastilien) (1358–1390) ⚭ 1375 Eleonore von Aragón (1358–1382)         | König Johann I. (Kastilien) (1358–1390) ⚭ 1375 Eleonore von Aragón (1358–1382)         | John of Gaunt, 1. Duke of Lancaster (1340–1399) ⚭ 1371 Konstanze von Kastilien (1354–1394) | John of Gaunt, 1. Duke of Lancaster (1340–1399) ⚭ 1371 Konstanze von Kastilien (1354–1394) | König Johann I. (Portugal) (1357–1433) ⚭ 1387 Philippa of Lancaster (1360–1415)   | König Johann I. (Portugal) (1357–1433) ⚭ 1387 Philippa of Lancaster (1360–1415)            | Herzog Alfons von Braganza (1377–1461) ⚭ 1401 Beatriz Pereira de Alvim            | Herzog Alfons von Braganza (1377–1461) ⚭ 1401 Beatriz Pereira de Alvim            |
| Großeltern                            | König Heinrich III. (Kastilien) (1379–1406) ⚭ 1388 Katharina von Lancaster (1373–1418) | König Heinrich III. (Kastilien) (1379–1406) ⚭ 1388 Katharina von Lancaster (1373–1418) | König Heinrich III. (Kastilien) (1379–1406) ⚭ 1388 Katharina von Lancaster (1373–1418)     | König Heinrich III. (Kastilien) (1379–1406) ⚭ 1388 Katharina von Lancaster (1373–1418)     | Herzog Johann von Portugal (1400–1442) ⚭ 1424 Isabella von Braganza (1402–1465)   | Herzog Johann von Portugal (1400–1442) ⚭ 1424 Isabella von Braganza (1402–1465)            | Herzog Johann von Portugal (1400–1442) ⚭ 1424 Isabella von Braganza (1402–1465)   | Herzog Johann von Portugal (1400–1442) ⚭ 1424 Isabella von Braganza (1402–1465)   |
| Eltern                                | König Johann II. (Kastilien) (1405–1454) ⚭ 1447 Isabella von Portugal (1428–1496)      | König Johann II. (Kastilien) (1405–1454) ⚭ 1447 Isabella von Portugal (1428–1496)      | König Johann II. (Kastilien) (1405–1454) ⚭ 1447 Isabella von Portugal (1428–1496)          | König Johann II. (Kastilien) (1405–1454) ⚭ 1447 Isabella von Portugal (1428–1496)          | König Johann II. (Kastilien) (1405–1454) ⚭ 1447 Isabella von Portugal (1428–1496) | König Johann II. (Kastilien) (1405–1454) ⚭ 1447 Isabella von Portugal (1428–1496)          | König Johann II. (Kastilien) (1405–1454) ⚭ 1447 Isabella von Portugal (1428–1496) | König Johann II. (Kastilien) (1405–1454) ⚭ 1447 Isabella von Portugal (1428–1496) |
| Isabella I. von Kastilien (1451–1504) |                                                                                        |                                                                                        |                                                                                            |                                                                                            |                                                                                   |                                                                                            |                                                                                   |                                                                                   |

## Seligsprechungsprozess
1974 eröffnete Papst Paul VI. den Seligsprechungsprozess. Dadurch wurde ihr der Titel „Dienerin Gottes“ zuerkannt.

### Namensgebend
Zwei der ersten Siedlungen der Europäer in Amerika, beide auf der Insel Hispaniola und heute Dominikanische Republik:
- La Isabela (1494–1497)
- La Nueva Isabela (1498–1502), heute Santo Domingo